# 今井康絵
今井 康絵（いまい やすえ、10月23日 - ）は、日本の漫画家。東京都出身。血液型はB型。

## 来歴・人物
（以下雑誌の出版元はいずれも小学館）
1993年、『ちゃおデラックス』春休み増刊号にて掲載された、「たなばたラプソディー」でデビュー。
1997年、当時ブームであったSPEEDや安室奈美恵を輩出した沖縄アクターズスクールとのタイアップ作品『はじけてB.B』を『ちゃお』にて連載。同作品は今井にとって初の長期連載作となった。
2003年、mezzo piano（メゾピアノ）とのタイアップ作品『シンデレラコレクション』の連載を開始。
2006年、今井がキャラクターデザインを担当したニンテンドーDS用ゲームソフト『ちゃおまんがスクール』がTDKコアから発売された。
2007年、『くるりんぱっ!』シリーズ終了後、『ちゃお』での連載陣から退き、『ちゃおデラックス』にてホラー漫画を発表。
2008年からは主に『プチコミック』を中心に活動している。

## 刊行作品

### ちゃおコミックス
- ときめき10カウント
- イってるかもね!?
- はじけてB.B.（全5巻）
- とっても! B.B.（全3巻）
- 君のいる季節
- 天使なやつら（全3巻）
- 原宿バンビーナ（全2巻）
- シンデレラコレクション（全6巻）
- 輝け!青葉
- 学校であった怖い話
- くるりんぱっ!
  - ホップ・ステップ・くるりんぱっ!
- 本当は怖い日本の童謡
- 世にも奇怪な七物語
- 見てはいけない
- 私の中に悪魔がいる

### フラワーコミックス
- 真昼の純潔 真夜中の誘惑
- 禁断の楽園
- 極楽浄土へいかせましょう
- 甘く危険な再会
- 恋 輪廻〜青月奇譚〜
- 月夜に悪魔が舞い降りて
- Flowers [3]

### その他
- ちゃおまんがスクール（TDKコア、2006年11月9日発売）ニンテンドーDSのゲーム作品、イラスト描き下ろし[2]
- 今井康絵 未収録作品集 1
  - 砂漠の薔薇
  - くちびるからラブレター
  - 菊花におまかせ！
- 今井康絵 未収録作品集 2
  - マリンブルーの恋
  - そんな恋の行方
  - 恋のルール